# Actinopodidae
Acinopodidae, porodica paučnjaka (Arachnida) iz reda paukova (Araneae) koju je opisao Simon 1892. godine. Pripadaju ju joj tri roda s 47 vrsta koje žive po Australiji (bez Tasmanije) i Južnoj i Srednjoj Americi.
Neke vrste ove porodice smatraju se opasnima, i možda mogu biti smrtonosne. Žive širom Australije a odlikuju se velikim čeljustima i očnjacima, a rod Missulena (M. occatoria) živopisnim crvenim glavama. Za ljude mogu biti opasni ako slučajno nalete na njih u šumi, ali rijetko ispuste otrov, jedino ako nemaju šanse pobjeći.
Actinopodidae zajedno s paucima Migidae ćie natporodicu Migoidea, dio podreda Mygalomorphae.

## Rodovi
- Actinopus Perty, 1833; Južna Amerika; 28 vrsta (u prosincu 2016)
- Missulena Walckenaer, 1805 Australija; 17 vrsta (u prosincu 2016)
- Plesiolena Goloboff & Platnick, 1987 Čile; dvije vrste (u prosincu 2016)

## Vanjske poveznice
|  | Zajednički poslužitelj ima još gradiva o temi Actinopodidae |
|  | Wikivrste imaju podatke o taksonu Actinopodidae             |